# مارچین ژوواکوف
مارچین ژِوواکوف (لهستانی: Marcin Żewłakow؛ زادهٔ ۲۲ آوریل ۱۹۷۶) یک بازیکن فوتبال اهل لهستان است.
وی همچنین در تیم ملی فوتبال لهستان بازی کرده و در جام جهانی ۲۰۰۲ برای تیم کشورش به میدان رفت، او در بازی لهستان برابر تیم ملی فوتبال ایالات متحده آمریکا موفق شد یک بار دروازه حریف را باز کند.